# Sohna
Sohna är en ort i Indien.   Den ligger i distriktet Gurgaon och delstaten Haryana, i den norra delen av landet, 50 km söder om huvudstaden New Delhi. Sohna ligger 212 meter över havet och antalet invånare är 33 361.
Terrängen runt Sohna är platt. Runt Sohna är det tätbefolkat, med 411 invånare per kvadratkilometer. Sohna är det största samhället i trakten. Trakten runt Sohna består till största delen av jordbruksmark.